# 34177 Amandawilson
34177 Amandawilson este o planetă minoră (asteroid), cu un diametru de 3,94 km, din centura de asteroizi. A fost descoperită pe 24 august 2000 la Experimental Test Site⁠(d) de Lincoln Near-Earth Asteroid Research. 
Obiectul prezintă o orbită caracterizată de o semiaxă mare de 2,9257551 UAi, o excentricitate de 0,09, o înclinație de 3,02899 ° în raport cu ecliptica.